# 天潢一
天潢一，即御夫座19（19 Aur, 19 Aurigae）是一颗位于御夫座的恒星，距离地球约3000光年。
天潢一是一颗A-型亮巨星，视星等为5.047。